# Celestus
Celestus — рід веретільницеподібних ящірок родини Diploglossidae. Більшість представників цього роду є ендеміками Ямайки, за винятком Celestus macrotus, що є ендеміком Гаїті. Раніше до роду Celestus відносили низку інших видів, однак за результатами філогенетичного дослідження 2021 року, яке показало, що цей рід є парафілітичним, вони були переведені до інших видів. Дослідження 2022 року показало, що ямайські види належіть до різних екоморф — болотяної, деревної і наземної.

## Види
Рід Celestus нараховує 11 видів, з яких 3 ймовірно вимерлі:
- Celestus barbouri Grant, 1940
- Celestus crusculus (Garman, 1887)
- Celestus duquesneyi Grant, 1940
- Celestus fowleri (Schwartz, 1971)
- Celestus hewardi Gray, 1845
- Celestus macrolepis Gray, 1845
- Celestus macrotus Thomas & Hedges, 1989
- Celestus microblepharis (Underwood, 1959)
- Celestus molesworthi Grant, 1940
- Celestus occiduus (Shaw, 1802)
- Celestus striatus Gray, 1839